# Нов музей на Акропола
Музеят на Акропола в Атина (на гръцки: Μουσείο Ακρόπολης) е археологически музей, специализиран в историческите находки, открити на археологическия обект на Атинския Акропол. Музеят е построен, за да побере всеки артефакт, намерен на хълма и околните склонове, от гръцката бронзова епоха до римската и византийската Гърция. Той също се намира върху руините на част от римската и ранновизантийската Атина.
Музеят отваря врати на 20 юни 2009 г. Близо 4000 обекта са изложени на площ от 14 000 квадратни метра.

## История
Първият музей се намира на Акропола. Той е завършен през 1874 г. и през 50-те години на XX век е разширен. Разкопките, открити при археологичните дейности, обаче значително са надвишили капацитета му.
Допълнителна мотивация за построяването на нов музей е, че в миналото, когато Гърция отправя молби за връщане на партеноновите мрамори от Обединеното кралство, което е придобило предметите по спорен начин, някои британци твърдели, че в Гърция няма подходящо място, където да бъдат показани. Създаването на галерия за изложбата на мраморите от Партенона е било ключ към всички предложения за скорошно проектиране на нов музей.

## Местоположение
Музеят е разположен на югоизточния склон на Акропола, на древния път, водещ до „свещената скала“ в класическия период. Разположен само на 280 метра от Партенона, музеят е най-голямата модерна сграда, построена толкова близо до древния обект, въпреки че много други сгради построени в последните 150 години се намират по-близо до Акропола. Входът към сградата е на улица Дионисио Ареопагиту и в непосредствена близост до метростанция Акрополи, червената линия на метрото в Атина.

## Допълнителна информация
- Входната такса за музея е била 1 евро през първата година и 5 евро след това.
- По време на Международния ден на музеите музеят остава отворен до късно с безплатен достъп, както и с много събития и дейности за своите посетители.[2]
- През първите два месеца от откриването на музея той е посетен от 523 550 души (средно 9200 души на ден). От тях 60% са чуждестранни посетители. През същия този двумесечен период сайта на музея има 409 хиляди посещения от уникални посетители от 180 страни.[3]
- Президентът на САЩ Барак Обама посети музея на Акропола по време на посещението си в Атина (15–16 ноември 2016 г.).

## Галерия
- Археологически обект под главния вход на музея
- Интериор на музея
- Статуя на персийски конник